# Rafael Urdaneta (Venezuela)
Rafael Urdaneta é um município da Venezuela localizado no estado de Táchira. Recebeu este nome em homenagem ao presidente Rafael Urdaneta, que governou a Grã-Colômbia (da qual fazia parte a Venezuela) entre 1830 e 1831.
A capital do município é a cidade de Delicias.